# احمد البشر رومی
احمد البشر رومی (۱۹۱۵–۱۹۹۲) تاریخ‌نگار، پژوهشگر، نویسنده و شاعر کویتی بود که به آموزگاری نیز پرداخت و کارمند دولت شد. مقالات عن الکویت، الأمثال الکویتیة المقارنة (ضرب‌المثل‌های تطبیقی کویتی)، معجم المصطلحات البحریة فی الکویت (فرهنگنامهٔ اصطلاحات دریایی در کویت) و دیوان صقر الشبیب از آثار و بررسی‌های اوست. کتابخانهٔ شخصی خود را به کتابخانهٔ ملی کویت اهدا نمود.